# Complex Analysis and Operator Theory
Complex Analysis and Operator Theory is een internationaal, aan collegiale toetsing onderworpen wetenschappelijk tijdschrift op het gebied van de wiskundige analyse en de operatorentheorie. De naam wordt in literatuurverwijzingen meestal afgekort tot Complex Anal. Oper. Th. Het tijdschrift wordt uitgegeven door Springer Science+Business Media en verschijnt 6 keer per jaar.